# Cuộc đua xe đạp Nam Kỳ Khởi Nghĩa
Cuộc đua xe đạp Nam Kỳ Khởi Nghĩa 2018 là cuộc đua lần thứ 21 của giải đấu tranh Cup phát thanh VOH 2018: có chặng đua trên 3 nước Đông Dương. Điểm đặc biệt của cuộc đua này chính là lần đầu tiên trong lịch sử đua xe đạp Việt Nam tổ chức lộ trình qua 3 nước Đông Dương. Cuộc đua sẽ diễn ra từ ngày 11/12/2018 và kết thúc vào ngày 22/12/2018. Ngày kết thúc cũng dịp để kỷ niệm thành lập Quân đội Nhân dân VIệt Nam.

## Danh sách các đội đua & đội VĐV tham gia
Tham dự giải đua xe đạp Nam Kỳ Khởi Nghĩa năm 2018 có 12 đội với 76 VĐV:
| Số đeo | Họ và tên                | Đội                                |
| 1      | Lê Văn Duẩn              | AV Hội Việt Mỹ Tp.HCM              |
| 2      | Mai Nguyễn Hưng          | AV Hội Việt Mỹ Tp.HCM              |
| 3      | Nguyễn Minh Việt         | AV Hội Việt Mỹ Tp.HCM              |
| 4      | Nguyễn Trường Tài        | AV Hội Việt Mỹ Tp.HCM              |
| 5      | Sarda Perez Javier       | AV Hội Việt Mỹ Tp.HCM              |
| 6      | Trần Thanh Điền          | AV Hội Việt Mỹ Tp.HCM              |
| 8      | Giang Thanh Sơn          | Bến Tre                            |
| 9      | Nguyễn Trúc Xinh         | Bến Tre                            |
| 10     | Phước Minh Hòa           | Bến Tre                            |
| 11     | Bùi Minh Thụy            | Bike life Đồng Nai                 |
| 12     | Loic Desriac             | Bike life Đồng Nai                 |
| 13     | Nguyễn Hoàng Sang        | Bike life Đồng Nai                 |
| 14     | Nguyễn Phạm Quốc Khang   | Bike life Đồng Nai                 |
| 15     | Nguyễn Văn Đức           | Bike life Đồng Nai                 |
| 16     | Phan Tuấn Vũ             | Bike life Đồng Nai                 |
| 20     | Đoàn Thanh Phúc          | Calytos Đồng Tháp                  |
| 21     | Lê Hải Đăng              | Calytos Đồng Tháp                  |
| 22     | Lê Văn Quí               | Calytos Đồng Tháp                  |
| 23     | Nguyễn Quốc Bảo          | Calytos Đồng Tháp                  |
| 24     | Trần Tuấn Kiệt           | Calytos Đồng Tháp                  |
| 25     | Trương Trường An         | Calytos Đồng Tháp                  |
| 26     | Huot Loyraksmey          | Campuchia                          |
| 27     | Kim Chantou              | Campuchia                          |
| 28     | Suon Panha               | Campuchia                          |
| 29     | Yoeun Seyha              | Campuchia                          |
| 30     | Nguyễn Hữu Đức           | CLB cà phê Gia Bảo Hóc Môn         |
| 31     | Nguyễn Phước Lộc         | CLB cà phê Gia Bảo Hóc Môn         |
| 32     | Nguyễn Trung Hiếu        | CLB cà phê Gia Bảo Hóc Môn         |
| 33     | Nguyễn Văn Bình          | CLB cà phê Gia Bảo Hóc Môn         |
| 34     | Trần Nhật Quang          | CLB cà phê Gia Bảo Hóc Môn         |
| 35     | Trương Nguyễn Thanh Nhân | CLB cà phê Gia Bảo Hóc Môn         |
| 36     | Đỗ Tuấn Anh              | Dược Domesco ĐT                    |
| 37     | Nguyễn Nhật Nam          | Dược Domesco ĐT                    |
| 38     | Nguyễn Tấn Hoài          | Dược Domesco ĐT                    |
| 39     | Phạm Quốc Cường          | Dược Domesco ĐT                    |
| 40     | Phan Hoàng Thái          | Dược Domesco ĐT                    |
| 41     | Trần Nguyễn Minh Trí     | Dược Domesco ĐT                    |
| 45     | Bùi Văn Sành             | Gạo Hạt Ngọc Trời                  |
| 46     | Hà Thanh Tâm             | Gạo Hạt Ngọc Trời                  |
| 47     | Huỳnh Hoàng Phúc         | Gạo Hạt Ngọc Trời                  |
| 48     | Lê Quốc Vũ               | Gạo Hạt Ngọc Trời                  |
| 49     | Ngô Văn Phương           | Gạo Hạt Ngọc Trời                  |
| 50     | Phạm Minh Triết          | Gạo Hạt Ngọc Trời                  |
| 51     | Dodoh choummaly          | Nex CCN - Lào                      |
| 52     | Lex nederlof             | Nex CCN - Lào                      |
| 53     | Daniel Carino            | Nex CCN - Lào                      |
| 54     | Robert muller            | Nex CCN - Lào                      |
| 55     | Thavisak souvannarath    | Nex CCN - Lào                      |
| 56     | Ali Khademi              | Tập đoàn Lộc Trời                  |
| 57     | Nguyễn Đắc Thời          | Tập đoàn Lộc Trời                  |
| 58     | Nguyễn Hoàng Giang       | Tập đoàn Lộc Trời                  |
| 59     | Nguyễn Huỳnh Đăng Khoa   | Tập đoàn Lộc Trời                  |
| 60     | Nguyễn Văn Dương         | Tập đoàn Lộc Trời                  |
| 61     | Quàng Văn Cường          | Tập đoàn Lộc Trời                  |
| 65     | Hà Kiều Tấn Đại          | Thành phố Hồ Chí Minh - Minh Giang |
| 66     | Lê Nguyệt Minh           | Thành phố Hồ Chí Minh - Minh Giang |
| 67     | Nguyễn Dương Hồ Vũ       | Thành phố Hồ Chí Minh - Minh Giang |
| 68     | Nguyễn Minh Luận         | Thành phố Hồ Chí Minh - Minh Giang |
| 69     | Nguyễn Thắng             | Thành phố Hồ Chí Minh - Minh Giang |
| 70     | Trần Thanh Nhanh         | Thành phố Hồ Chí Minh - Minh Giang |
| 71     | Hồ Duy Phụng             | Ynghua Đồng Nai                    |
| 72     | Huỳnh Nhựt Hòa           | Ynghua Đồng Nai                    |
| 73     | Lê Quang Vinh            | Ynghua Đồng Nai                    |
| 74     | Phan Công Hiếu           | Ynghua Đồng Nai                    |
| 75     | Trần Đông Chí            | Ynghua Đồng Nai                    |
| 76     | Vladimir Lopez           | Ynghua Đồng Nai                    |

## Lộ trình đường đua[3]
Đoàn đua sẽ đi qua các tỉnh, thành: Bình Dương, Bình Phước; Kratie, Stung Treng (Campuchia); Champasak, Sekong, Attapeu (Lào); KonTum, Gia Lai, Đắk Lắk, Khánh Hòa, Lâm Đồng, Đồng Nai và trở lại TPHCM.
| Chặng đua | Độ dài chặng đua         |
| Chặng 1: (Ngày 10/12/2018) Thành phố Hồ Chí Minh - TX. Bình Long (Bình Phước)                                                                                                | 108 km                   |
| Chặng 2: (Ngày 11/12/2018) Bình Long (Bình Phước) – Cửa khẩu Hoa Lư - Tỉnh Kratie (Campuchia)                                                                                | 144 km                   |
| Chặng 3: (Ngày 12/12/2018) Tỉnh Kratie – Tỉnh Stung Treng (Campuchia) | 139 km                   |
| Chặng 4: (Ngày 13/12/2018) Di chuyển từ tỉnh Stung Treng đến Cửa khẩu Campuchia & Lào (Nong Nok Khien) Cửa khẩu (Stung Treng) – Nong Nok Khien – Thành phố Pakse (Champasak) | 63 km 158 km             |
| Chặng 5: (Ngày 14/12/2018) Vòng quanh thành phố Pakse - Champasak (Lào) | 64 km                    |
| Chặng 6: (Ngày 15/12/2018) Thành phố Pakse (Champasak) – Tỉnh Sekong Di chuyển từ tỉnh Sekong về tỉnh Attapeu                                                                | 134 km 75 km             |
| Chặng 7: (Ngày 16/12/2018) Tỉnh Attapeu – Cửa khẩu Bờ y - Đắk Tô (Kom Tum) Di chuyển về Pleiku (Gia Lai)                                                                     | 151 km 90 km             |
| - Ngày 17/12/2018: Nghỉ tại Pleiku (Gia Lai) |                          |
| Chặng 8: (Ngày 18/12/2018) Pleiku (Gia Lai) – Buôn Ma Thuột (Đắk Lắk) | 180 km                   |
| Chặng 9: (Ngày 19/12/2018) Buôn Ma Thuột (Đắk Lắk) – Nha Trang | 189 km                   |
| Chặng 10: (Ngày 20/12/2018) Di chuyển từ Thành phố Nha Trang đến chân đèo Khánh Lê (tập trung tại điểm dừng chân Kim Phượng) Nha Trang – Đà Lạt                              | 43 km 98 km              |
| Chặng 11: (Ngày 21/12/2018) Di chuyển xuống đèo Đà Lạt - Bảo Lộc | 12 km 97 km              |
| Chặng 12: (Ngày 22/12/2018) Di chuyển xuống chân đèo Bảo Lộc Bảo Lộc – thành phố Hồ Chí Minh                                                                                 | 23 km 158 km             |
| Tổng cự ly thi đấu: Tổng cự ly di chuyển: Tổng cự ly: | 1.620 km 306 km 1.926 km |

## Cơ cấu giải thưởng[4]
Giải thưởng dọc đường từng chặng đua:
- Hạng Nhất: 1.000.000 đồng;
- Hạng Nhì: 800.000 đồng;
- Hạng Ba: 600.000 đồng.

*Ngoài ra còn các giải thưởng của địa phương.
Giải thưởng cá nhân chặng:
- Hạng Nhất: 3.000.000 đồng;
- Hạng Nhì: 1.500.000 đồng;
- Hạng Ba: 1.000.000 đồng.

Giải thưởng đồng đội chặng:
- Hạng Nhất: 3.000.000 đồng;

Giải thưởng VĐV trẻ xuất sắc:
- Hạng nhất: 10.000.000 đồng

Giải phong cách cho đội có tinh thần thi đấu xuất sắc nhất:
- Hạng nhất: 10.000.000 đồng

Giải thưởng Áo xanh chung cuộc:
- 30.000.000 đồng.

Giải thưởng Áo đỏ chung cuộc:
- 30.000.000 đồng

Giải cá nhân chung cuộc:
- Áo vàng 60.000.000 đồng;
- Hạng Nhì: 20.000.000 đồng;
- Hạng Ba: 15.000.000 đồng;
- Từ Hạng Tư đến Hạng Mười: 5.000.000 đồng

Giải đồng đội chung cuộc:
- Hạng Nhất: 50.000.000 đồng;
- Hạng Nhì: 20.000.000 đồng;
- Hạng Ba: 15.000.000 đồng.